# Meteos: Disney Edition
Meteos: Disney Edition (aussi nommé Meteos: Disney Magic), sorti en 2007 est la suite de Meteos, sorti en 2005.

## Système de jeu
Le gameplay est le même que celui de Meteos à quelques différences près. Il est désormais possible de déplacer les blocs horizontalement et la console se tient sur le côté.

## Modes de jeu
Meteos: Disney Edition comporte comme Meteos plusieurs modes de jeu :
- un mode normal pour l'entraînement
- un mode déluge dans lequel la partie s'arrête quand l'écran est rempli de Meteos
- un mode histoire dans lequel le but est de remettre en ordre les mondes de Disney
- un mode multijoueur (jusqu'à 4 en Wi-Fi local) dont le but est de remplir l'écran de jeu des adversaires.

## Séries Disney
Au lieu des planètes originales, le jeu Meteos: Disney Edition propose des séries de Disney :
- Cendrillon
- Lilo & Stitch
- Le Roi lion
- La Petite Sirène
- L'Étrange Noël de Monsieur Jack
- Pirates des Caraïbes
- Toy Story
- Winnie l'ourson